# Carissa carandas
Carissa carandas (carandas de la India) es una especie de planta perteneciente a la familia de las apocináceas. Es originaria de la India y el sudeste de Bangladés. Posee frutos comestibles.

## Taxonomía
Carissa carandas fue descrita por Carlos Linneo y publicado en Mantissa Plantarum 1: 52 (1767).
Sinonimia
- Arduina carandas (L.) Baill.
- Arduina carandas (L.) K. Schum.
- Capparis carandas (L.) Burm.f.
- Carissa salicina Lam.
- Echites spinosus Burm.f.
- Jasminonerium carandas (L.) Kuntze
- Jasminonerium salicinum (Lam.) Kuntze[3]